# 那加太平町
那加太平町（なかたいへいちょう）は、岐阜県各務原市の地名。現行行政町名は那加太平町一丁目、二丁目。

## 地理
各務原市の那加地区に属する。
町域の東部は那加東亜町、西部は那加新田町、那加宮浦町、南部は那加新那加町、那加西野町、北部は那加幸町、那加新田町に接する。
町域の南には名古屋鉄道各務原線、JR高山本線が、西には県道152号岐阜各務原線が通過する。
道路
- 県道152号岐阜各務原線
- 体育館通り

## 歴史
1944年（昭和19年）2月11日、那加町西市場外六ケ所大字入会地の市街地の地域で字名の改称と地番変更がおこなわれ、太平町が成立。1963年（昭和38年）4月1日に各務原市の発足に伴い那加太平町に改称する。
1977年（昭和52年）10月26日、那加新加納町の一部、那加長塚町の一部、那加太平町の一部で那加浜見町が成立。
1978年（昭和53年）1月31日、那加長塚町の一部と那加新加納町の一部、那加太平町の一部をもって那加新田町が発足。那加太平町の残部と那加幸町の一部をもって那加太平町一丁目、二丁目が成立。

## 世帯数と人口
2024年（令和6年）10月1日現在の世帯数と人口は以下の通りである。
| 丁目             | 世帯数  | 人口  |
| ---------------- | ------- | ----- |
| 那加太平町一丁目 | 228世帯 | 506人 |
| 那加太平町二丁目 | 73世帯  | 163人 |
| 計               | 301世帯 | 669人 |

## 小・中学校の学区
市立小・中学校に通う場合、学区は以下の通りとなる。
| 番・番地等 | 小学校                   | 中学校               |
| ---------- | ------------------------ | -------------------- |
| 全域       | 各務原市立那加第三小学校 | 各務原市立那加中学校 |

## 主な施設
- 各務原市総合体育館（プリニーの総合体育館）
- 太平公園

## 交通
- 各務原市ふれあいバス那加線

※最寄り駅は各務原線新那加駅